# 11-й цикл сонячної активності

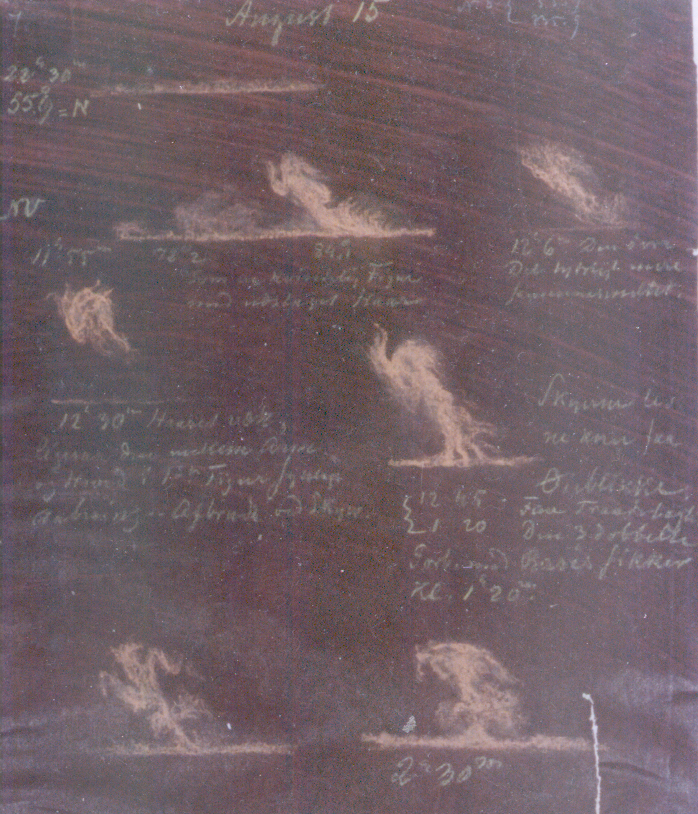
Сонячні протуберанці, що спостерігалися Карл Фредерік Фернлі під час 11-го сонячного циклу (1872—1873).

11-й цикл сонячної активності — одинадцятий цикл сонячної активності від 1755 року, коли розпочався систематичний моніторинг кількості сонячних плям. Сонячний цикл тривав 11,8 роки, від березня 1867 року до грудня 1878 року. Максимальне протягом цього сонячного циклу значення числа Вольфа для кількості сонячних плям спостерігалося в серпні 1870 року і становило 234,0, а початковий мінімум числа Вольфа становив 9,9. Під час мінімуму сонячної активності під час переходу від 11-го до 12-го циклу сонячної активності було загалом 1028 днів без сонячних плям (найвищий показник, зареєстрований за будь-який перехід між сонячними циклами).
Сильні полярні сяйва спостерігалися у жовтні 1870 року, лютому 1872 року та серпні 1872 року.